# Rio D'Areia
Rio D' Areia ou Foz do Areia era um simples rio que corria em meio as matas do município de Cruz Machado e Pinhão no Paraná.
Algum tempo depois, foi criada a represa do Foz do Areia, para produzir energia elétrica. E assim começou o processo de alagamento. Por essa razão muitas pessoas chamam o rio de alagado.